# Orthoderina fergusoniana
Orthoderina fergusoniana är en bönsyrseart som beskrevs av Werner 1933. Orthoderina fergusoniana ingår i släktet Orthoderina och familjen Mantidae. Inga underarter finns listade i Catalogue of Life.